# Makhaya Ntini
Makhaya Ntini (* 6. Juli 1977 in Mdingi, Kapprovinz, Südafrika) ist ein ehemaliger südafrikanischer Cricketspieler  und der erste schwarze Cricket-Nationalspieler seines Landes. Er erreichte in seiner sportlichen Laufbahn insgesamt 390 Wickets in Test-Matches und ist damit einer der erfolgreichsten Bowler der Geschichte.
Im Alter von 15 Jahren wurde Ntini von einem Talentscout des nationalen United Cricket Board entdeckt.
Außer in seinem Heimatland spielte er noch in England für Kent und Warwickshire sowie für die Chennai Super Kings in der Indian Premier League.

## Nationalmannschaft
In der Saison 1997/98 spielte Ntini mit nur 20 Jahren zum ersten Mal in der Nationalmannschaft. Sein Test-Match-Debüt gab er am 19. März 1998 gegen Sri Lanka und in seinem One-Day International-Debüt spielte er gegen Neuseeland.
Vor mehr als 50.000 Zuschauern im Moses-Mabhida-Stadion von Durban spielte Ntini am 9. Januar 2011, in seinem 10. Twenty20-International, ein letztes Mal gegen Indien. Er hatte schon Ende 2010 erklärt, dass er seine internationale Karriere beenden werde. Nie zuvor hatten sich auf dem afrikanischen Kontinent so viele Zuschauer zu einem Cricketspiel eingefunden. Insgesamt bestritt er für die südafrikanische Cricket-Nationalmannschaft 101 Test-Matches und 173 One-Day Internationals.

## Sonstiges
- Ntini gründete eine Cricketakademie, um junge Talente hervorzubringen.[3]
- 2008 erhielt er den Order of Ikhamanga in Silber.[6]